# MiMi Aung

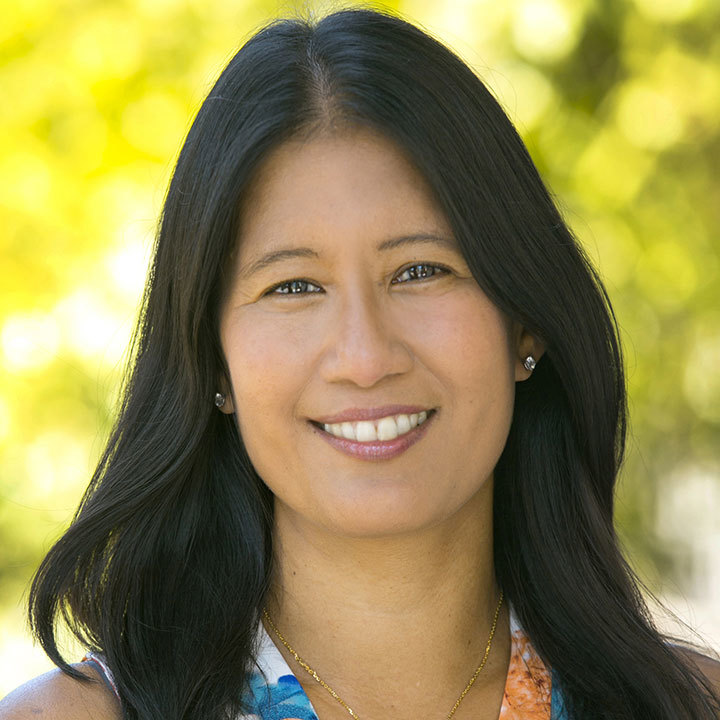
MiMi Aung

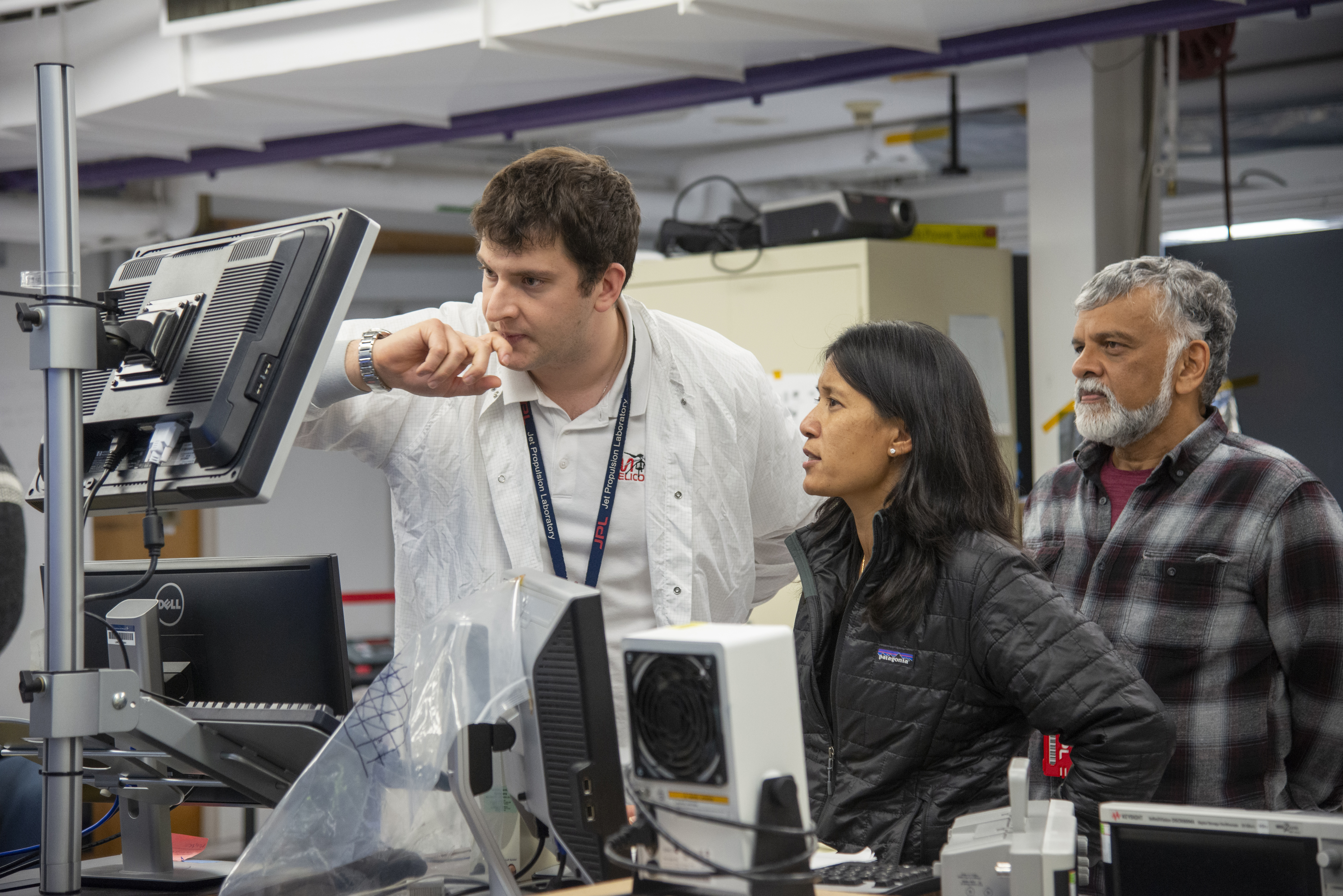
Teddy Tzanetos, MiMi Aung und Bob Balaram vom Mars Helicopter-Projekt der NASA beobachten einen Flugtest. 18. Januar 2019

MiMi Aung (* 1968 in USA) ist eine burmesisch-amerikanische Ingenieurin und Projektmanagerin für den Mars-Hubschrauber am Jet Propulsion Laboratory der NASA in Pasadena, Kalifornien. Sie wurde 2019 von der BBC als eine der 100 inspirierendsten und einflussreichsten Frauen der Welt ausgewählt.

## Leben und Werk
Aung wurde in den USA geboren und zog mit zweieinhalb Jahren nach Myanmar. Ihre Mutter war die erste Frau in Myanmar, die in Mathematik in den USA promoviert hatte. Aung besuchte eine britische High School in Myanmar und bekam als einziges Familienmitglied die Erlaubnis 1984 in die USA zu gehen. Sie studierte Elektrotechnik an der University of Illinois at Urbana-Champaign, erwarb 1988 den Bachelor of Science und 1990 ihren Master-Abschluss. 1990 begann sie am Jet Propulsion Laboratory (JPL), wo sie in Projekten im Zusammenhang mit der Raumfahrt und dem NASA Deep Space Network (DSN) arbeitete.
2022 wurde Aung in die National Academy of Engineering gewählt.

## Forschung
Sie arbeitete in der Abteilung für Hochfrequenz- und Mikrowellensubsysteme des DSN, wo sie Algorithmen für den Block-V-Empfänger entwickelte und testete. Des Weiteren arbeitete sie am 240-GHz-Radiometer für den Earth Orbiting System Microwave Limb Sounder. 2000 wurde sie als Projektelementmanagerin für Formationsflüge im Formationsflugprogramm des Terrestrial Planet Finder ausgewählt und wurde zur Gruppenleiterin der Gruppe Leit-, Navigations- und Kontrollsensoren ernannt, wo sie Sensortechnologien für Raumfahrtmissionen entwickelte. 2010 wurde sie zur Leiterin der Sektion ernannt. 2013 wurde sie stellvertretende Leiterin der Abteilung für autonome Systeme und 2015 Leiterin der Demonstrationsentwicklung für die Mars-Helicopter-Technologie. Sie arbeitete insbesondere an dem Projekt für den Mars Helicopter Ingenuity. Da die Marsatmosphäre dünn ist, treffen die Mars-Hubschrauberblätter auf erheblich weniger Gas und müssen daher größer sein und sich schneller drehen als auf der Erde. Die ersten Flugtests des Mars-Hubschraubers fanden Anfang 2019 im JPL-Weltraumsimulator statt.